# Марискаль-Касерес (провинция)
Мариска́ль-Ка́серес (исп. Mariscal Cáceres) — это одна из десяти перуанских провинций, входящая в состав региона Сан-Мартин. Административный центр провинции — город Хуанхуи́.

## Административное деление
Провинция Марискаль-Касерес делится на 5 районов:
- Кампанилья
- Пачиса
- Пахарильо
- Уикунго
- Хуанхуи